# Internationell handel
Internationell handel är utbyte av kapital, varor och tjänster över internationella gränser eller territorier eftersom det finns ett behov eller en brist på varor eller tjänster. (Se: Världsekonomi.)
I de flesta länder representerar sådan handel en betydande andel av bruttonationalprodukten (BNP). Även om internationell handel har funnits genom historien (till exempel Uttarapatha, Sidenvägen, Amber Road, saltvägar), har dess ekonomiska, sociala och politiska betydelse ökat under de senaste århundradena.
Att bedriva handel på internationell nivå är en komplex process jämfört med inhemsk handel. När handel sker mellan två eller flera stater påverkar faktorer som valuta, regeringspolitik, ekonomi, rättssystem, lagar och marknader handeln.
För att underlätta och rättfärdiga handelsprocessen mellan länder med olika ekonomisk ställning i modern tid bildades några internationella ekonomiska organisationer, såsom Världshandelsorganisationen. Dessa organisationer arbetar för att underlätta och utveckla internationell handel. Statistiktjänster från mellanstatliga och överstatliga organisationer och statliga statistikbyråer publicerar officiell statistik om internationell handel.

## Kännetecken för global handel
En produkt som överförs eller säljs från en part i ett land till en part i ett annat land är en export från ursprungslandet och en import till det land som tar emot produkten. Import och export redovisas i ett lands bytesbalans i betalningsbalansen.
Global handel kan ge konsumenter och länder möjlighet att exponeras för nya marknader och produkter. Nästan alla typer av produkter finns på den internationella marknaden, till exempel: mat, kläder, reservdelar, olja, smycken, vin, aktier, valutor och vatten. Tjänster handlas också, såsom inom turism, bank, konsultverksamhet och transport.

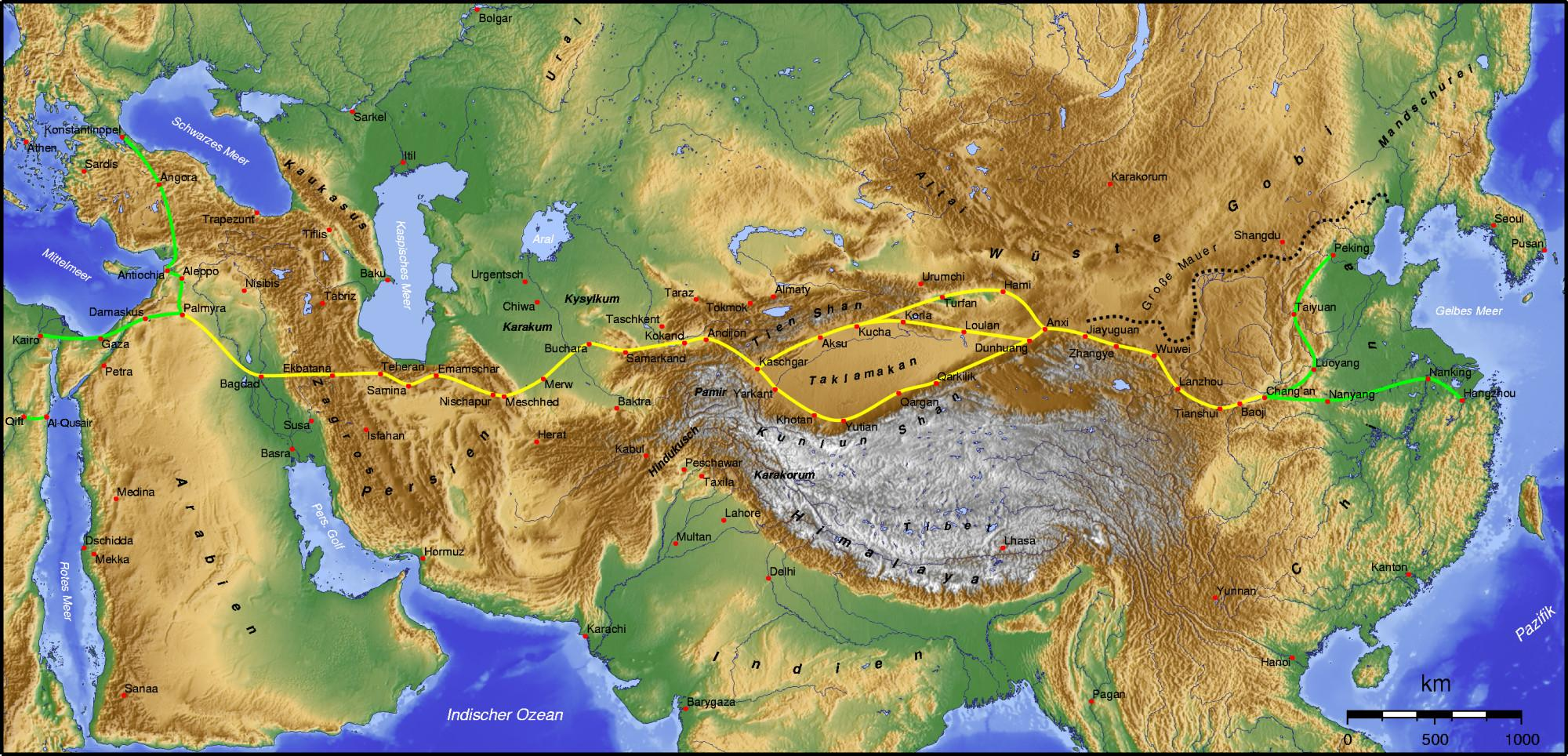
De gamla handelsvägarna på Sidenvägen genom Eurasien

Avancerad teknologi (inklusive transport), globalisering, industrialisering, outsourcing och multinationella företag har stor inverkan på de internationella handelssystemen.

## Skillnader från inhemsk handel

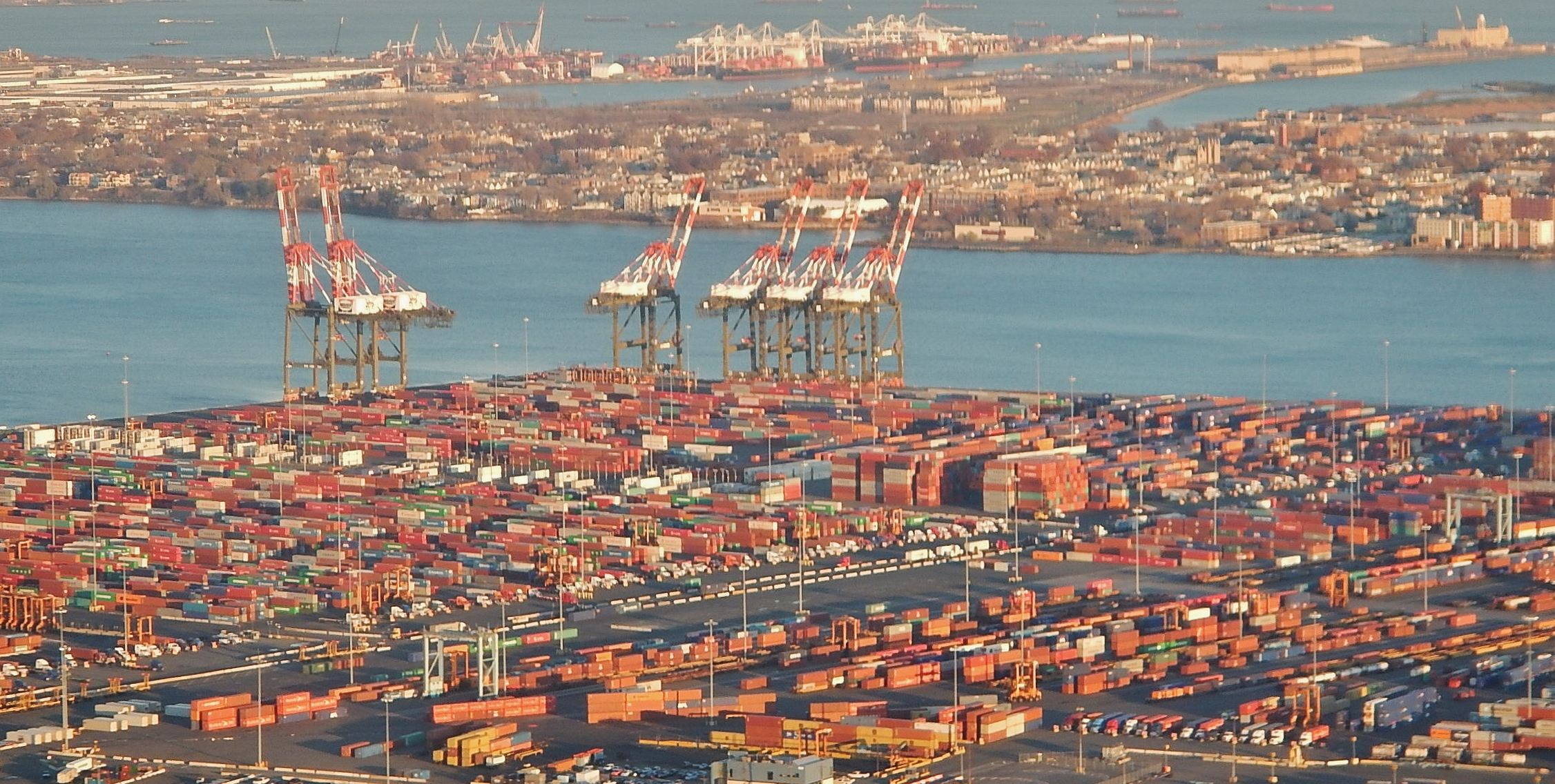
Hamnar spelar en viktig roll för att underlätta internationell handel. Hamnen i New York och New Jersey växte fram från den ursprungliga hamnen där Hudsonfloden och East River möts i Upper New York Bay.

Internationell handel skiljer sig i princip inte från inhemsk handel eftersom motivationen och beteendet hos parterna som är involverade i en handel inte förändras fundamentalt oavsett om handeln sker över en gräns eller inte.
I praktiken är dock internationell handel vanligtvis en mer komplex process än inhemsk handel. Den största skillnaden är att internationell handel vanligtvis är dyrare än inhemsk handel. Detta beror på att gränsöverskridande handel vanligtvis medför extra kostnader såsom explicita tullar samt explicita eller implicita icke-tariffära hinder såsom tidskostnader (på grund av gränsförseningar), språkliga och kulturella skillnader, produktsäkerhet, rättssystemet och så vidare.
En annan skillnad mellan inhemsk och internationell handel är att produktionsfaktorer som kapital och arbetskraft ofta är mer rörliga inom ett land än mellan länder. Således är internationell handel mestadels begränsad till handel med varor och tjänster, och endast i mindre utsträckning till handel med kapital, arbetskraft eller andra produktionsfaktorer. Handel med varor och tjänster kan fungera som ett substitut för handel med produktionsfaktorer. Istället för att importera en produktionsfaktor kan ett land importera varor som intensivt utnyttjar den produktionsfaktorn och därmed förkroppsligar den. Ett exempel på detta är USA:s import av arbetsintensiva varor från Kina. Istället för att importera kinesisk arbetskraft importerar USA varor som producerats med kinesisk arbetskraft. En rapport från 2010 föreslog att den internationella handeln ökade när ett land var värd för ett nätverk av invandrare, men handelseffekten försvagades när invandrarna assimilerades i sitt nya land.

## Historia
Den internationella handelns historia skildrar anmärkningsvärda händelser som har påverkat handeln mellan olika ekonomier.

## Teorier och modeller
Det finns flera modeller som försöker förklara faktorerna bakom internationell handel, handelns välfärdskonsekvenser och handelsmönster.

## Största länder eller regioner efter total internationell handel

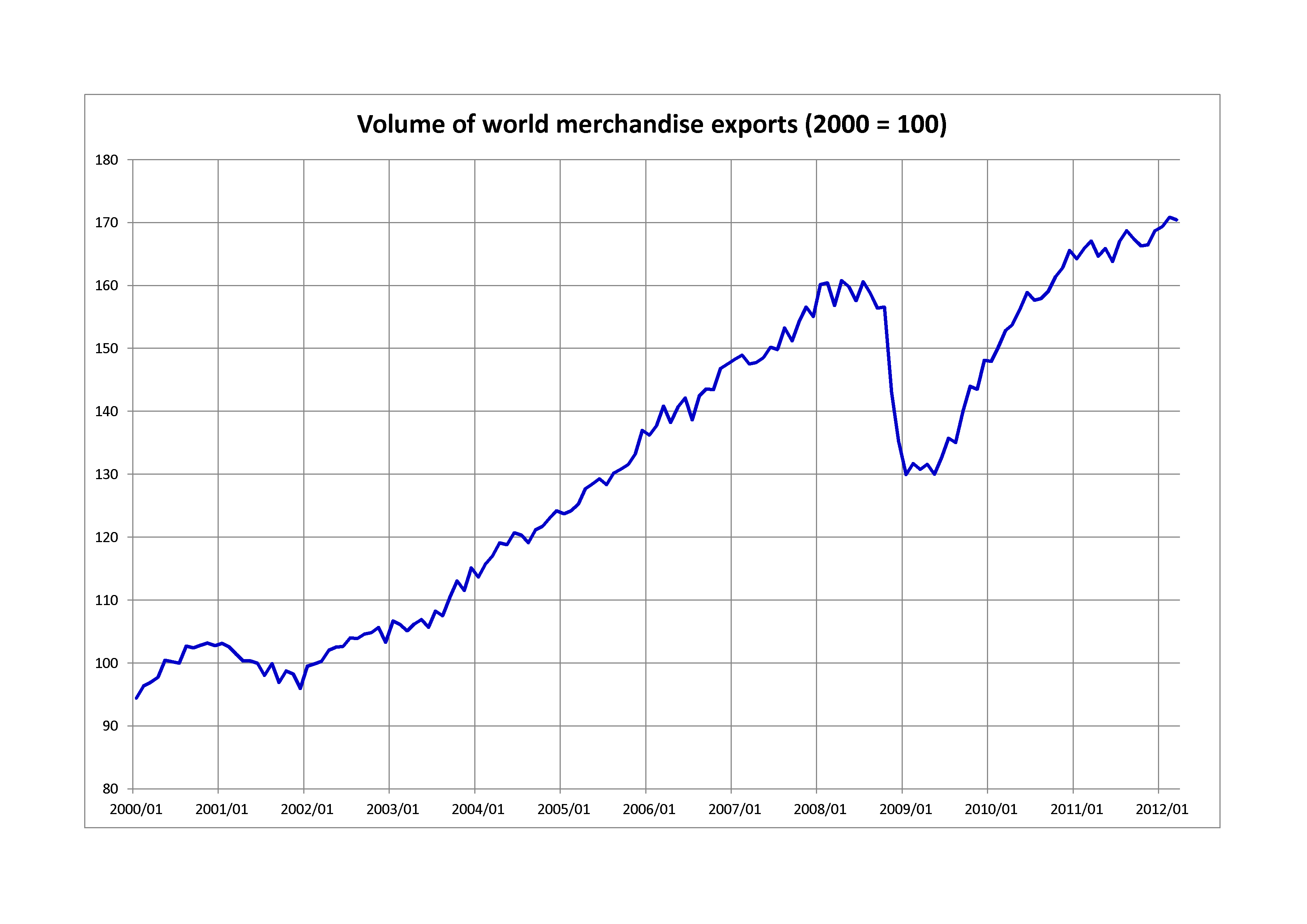
Volymen av världens varuexport

Följande tabell är en lista över de 25 största handelsstaterna enligt Världshandelsorganisationen år 2021 och 2022.
| Rank | State                 | Goods (2022) | Services (2021) | Goods and services |
| ---- | --------------------- | ------------ | --------------- | ------------------ |
| –    | World                 | 50,526       | 11,533          | 62,059             |
| –    | EU                    | 5,858        | 2,313           | 8,171              |
| 1    | Kina                  | 6,310        | 829             | 7,138              |
| 2    | USA                   | 5,441        | 1,345           | 6,786              |
| 3    | Tyskland              | 3,227        | 751             | 3,978              |
| 4    | Netherlands           | 1,864        | 482             | 2,346              |
| 5    | Japan                 | 1,644        | 369             | 2,013              |
| 6    | Storbritannien        | 1,353        | 654             | 2,007              |
| 7    | Frankrike             | 1,436        | 561             | 1,996              |
| 8    | Sydkorea              | 1,415        | 248             | 1,663              |
| 9    | Indien                | 1,177        | 435             | 1,612              |
| 10   | Italien               | 1,346        | 212             | 1,559              |
| 11   | Belgien               | 1,253        | 269             | 1,522              |
| 12   | Singapore             | 991          | 453             | 1,444              |
| 13   | Hong Kong             | 1,277        | 138             | 1,416              |
| 14   | Canada                | 1,179        | 206             | 1,385              |
| 15   | Mexico                | 1,205        | 65              | 1,270              |
| 16   | Förenade arabemiraten | 1,023        | 176             | 1,199              |
| 17   | Spanien               | 912          | 191             | 1,103              |
| 18   | Irland                | 360          | 679             | 1,039              |
| 19   | Schweiz               | 758          | 275             | 1,033              |
| 20   | Taiwan                | 914          | 91              | 1,005              |
| 21   | Ryssland              | 772          | 130             | 903                |
| 22   | Polen                 | 742          | 130             | 872                |
| 23   | Australien            | 721          | 82              | 804                |
| 24   | Vietnam               | 731          | 23              | 753                |
| 25   | Brasilien             | 626          | 81              | 708                |

## Mest omsatta råvaror efter värde (export)
| Rang | Vara                                                      | Värde i USD (miljoner) | Datum för information |
| ---- | --------------------------------------------------------- | ---------------------- | --------------------- |
| 1    | Mineralbränslen, oljor, destillationsprodukter            | 3 988 389              | 2022                  |
| 2    | Elektrisk, elektronisk utrustning                         | 3 493 553              | 2022                  |
| 3    | Maskiner, kärnreaktorer, pannor etc.                      | 2 573 572              | 2022                  |
| 4    | Fordon (exklusive järnväg)                                | 1 621 658              | 2022                  |
| 5    | Farmaceutiska produkter                                   | 875 345                | 2022                  |
| 6    | Pärlor, ädelstenar, metaller, mynt etc.                   | 866 839                | 2022                  |
| 7    | Plast och varor därav                                     | 815 554                | 2022                  |
| 8    | Optiska, fotomässiga, tekniska, medicinska etc. apparater | 669 128                | 2022                  |
| 9    | Järn och stål                                             | 564 547                | 2022                  |
| 10   | Organiska kemikalier                                      | 537 854                | 2022                  |

Källa: Internationella handelscentret

## Observationer
I USA har de olika amerikanska presidenterna, med början 1935, hållit "World Trade Week" för att uppmuntra stora och små företag att vara mer involverade i export och import av varor och tjänster. Denna tradition föregicks av ett lokalt firande av "Foreign Trade Week" av Los Angeles Area Chamber of Commerce som uppstod 1927 som en utökning av United States National Maritime Day.
Varje år utropar presidenten den tredje veckan i maj till Världshandelsveckan.
- President George W. Bush firade Världshandelsveckan den 18 maj 2001 och 17 maj 2002.[10][11]
- Den 13 maj 2016 utropade president Barack Obama den 15–21 maj 2016 till Världshandelsveckan.[12]
- Den 19 maj 2017 utropade president Donald Trump den 21–27 maj 2017 till Världshandelsveckan.[13]

## Internationell handel kontra lokal produktion

### Livsmedelssäkerhet
Avvägningarna mellan lokal livsmedelsproduktion och distansproduktion av livsmedel är kontroversiella, med begränsade studier som jämför miljöpåverkan och forskare som varnar för att regionalt specifika miljöpåverkan bör beaktas.  En studie från 2020 visade att lokal produktion av livsmedelsgrödor ensam inte kan möta efterfrågan på de flesta livsmedelsgrödor med "nuvarande produktions- och konsumtionsmönster" och platserna för livsmedelsproduktion vid tidpunkten för studien för 72–89 % av den globala befolkningen och 100 km radier i början av 2020. Studier har visat att mattransporter är en relativt liten faktor för koldioxidutsläpp, även om ökad lokalisering av livsmedel också kan möjliggöra ytterligare, mer betydande, miljöfördelar såsom återvinning av energi, vatten och näringsämnen. För specifika livsmedel kan regionala skillnader i skördesäsonger göra det mer miljövänligt att importera från avlägsna regioner än mer lokal produktion och lagring eller lokal produktion i växthus.

### Kvalitativa skillnader och ekonomiska aspekter
Kvalitativa skillnader mellan ersättningsprodukter från olika produktionsregioner kan förekomma på grund av olika lagkrav och kvalitetsstandarder eller olika nivåer av kontrollbarhet genom lokala produktions- och styrningssystem, vilka kan ha säkerhetsaspekter utöver resurssäkerhet, miljöskydd, produktkvalitet samt produktdesign och hälsa. Processen för att omvandla utbudet såväl som arbetstagarnas rättigheter kan också skilja sig åt.
Lokal produktion har rapporterats öka den lokala sysselsättningen i många fall. En studie från 2018 hävdade att internationell handel kan öka den lokala sysselsättningen. En studie från 2016 visade att lokal sysselsättning och total arbetsinkomst inom både tillverkningsindustrin och annan industri påverkades negativt av ökande import.
Lokal produktion i höginkomstländer, snarare än avlägsna regioner, kan kräva högre löner för arbetare. Högre löner stimulerar automatisering vilket skulle kunna göra det möjligt för automatiserade arbetares tid att omfördelas av samhället och dess ekonomiska mekanismer eller omvandlas till fritid.

#### Specialisering, produktionseffektivitet och regionala skillnader
Lokal produktion kan kräva kunskapsöverföring och tekniköverföring och kanske inte initialt kan konkurrera effektivitetsmässigt med specialiserade, etablerade industrier och företag, eller konsumenternas efterfrågan, utan politiska åtgärder som miljötullar. Regionala skillnader kan göra att specifika regioner är mer lämpade för en specifik produktion, vilket ökar fördelarna med specifik handel jämfört med specifik lokal produktion. Former av lokala produkter som är starkt lokaliserade kanske inte kan uppnå den effektivitet som en mer storskalig, starkt konsoliderad produktion innebär när det gäller effektivitet, inklusive miljöpåverkan.

### Resurssäkerhet
En systematisk, och möjligen den första storskaliga, sektorsövergripande analys av vatten, energi och mark i säkerhet i 189 länder, som kopplar total och sektoriell konsumtion till källor, visade att länder och sektorer är starkt exponerade för överexploaterade, osäkra och degraderade sådana resurser, där ekonomisk globalisering har minskat säkerheten i globala leveranskedjor. Studien från 2020 visar att de flesta länder uppvisar större exponering för resursrisker via internationell handel – främst från avlägsna produktionskällor – och att diversifiering av handelspartner sannolikt inte kommer att hjälpa länder och sektorer att minska dessa eller förbättra sin resurssjälvförsörjning.

## Olaglig handel

### Olaglig guldhandel
Ett antal människor i Afrika, inklusive barn, använde informella eller "hantverksmässiga" metoder för att producera guld. Medan miljontals människor försörjde sig genom denna småskaliga gruvdrift, klagade regeringarna i Ghana, Tanzania och Zambia över ökningen av illegal produktion och guldsmuggling. Ibland innebar förfarandet kriminella handlingar och till och med mänskliga och miljömässiga kostnader. Undersökningsrapporter baserade på Afrikas exportdata avslöjade att stora mängder guld smugglas ut ur landet.  genom Förenade Arabemiraten, utan att några skatter betalas till producentstaterna. Analysen visade också skillnader i mängden exporterad från Afrika och den totala mängden guld som importerades till Förenade Arabemiraten.
I juli 2020 framhöll en rapport från Swissaid att de Dubai-baserade företagen som raffinerar ädelmetaller, inklusive Kaloti Jewellery International Group och Trust One Financial Services (T1FS), fick det mesta av sitt guld från fattiga afrikanska stater som Sudan. Guldgruvorna i Sudan var sällan under milisernas kontroll  inblandad i krigsförbrytelser och kränkningar av mänskliga rättigheter. Swissaid-rapporten framhöll också att det olagliga guldet som kommer in i Dubai från Afrika importeras i stora mängder av världens största raffinaderi i Schweiz, Valcambi.
En annan rapport i mars 2022 avslöjade motsättningen mellan den lukrativa guldhandeln i västafrikanska länder och den olagliga handeln. Liksom i Sudan, Demokratiska republiken Kongo (DRC), Ghana och andra stater registrerades skillnader mellan guldproduktionen i Mali och dess handel med Dubai, Förenade Arabemiraten. Mali, Afrikas tredje största guldexportör, införde endast skatter på de första 50 kilogram (110 lb) guldexport per månad, vilket gjorde det möjligt för flera småskaliga gruvarbetare att åtnjuta skattebefrielser och smuggla guld värt miljontals dollar. År 2014 var Malis guldproduktion 45,8 ton, medan Förenade Arabemiratens guldimport var 59,9 ton.

### Data

#### Statistik från mellanstatliga källor
Uppgifter om värdet av export och import och deras kvantiteter, ofta uppdelade i detaljerade produktlistor, finns tillgängliga i statistiska samlingar om internationell handel som publiceras av statistiktjänsterna för mellanstatliga och överstatliga organisationer samt nationella statistikinstitut. Definitionerna och metodologiska begreppen som tillämpas för de olika statistiksamlingarna om internationell handel skiljer sig ofta åt i fråga om definition (t.ex. specialhandel kontra allmän handel) och täckning (rapporteringströsklar, inkludering av handel med tjänster, uppskattningar för smugglade varor och gränsöverskridande tillhandahållande av illegala tjänster). Metadata som ger information om definitioner och metoder publiceras ofta tillsammans med informationen.
- FN:s databas för råvaruhandel
- Handelskarta, handelsstatistik för internationell affärsutveckling
- WTO:s statistikportal
- Statistikportal: OECD
- Europeiska unionens internationella varuhandelsdata
- Data om livsmedels- och jordbrukshandel Arkiverad av FAO

### Andra externa länkar
- MIT:s observatorium för ekonomisk komplexitet
- McGill-fakulteten för juridik driver en databas över regionala handelsavtal som innehåller texten till nästan alla förmåns- och regionala handelsavtal i världen. ptas.mcgill.ca
- Historiska dokument om internationell handel tillgängliga på FRASER (St Louis Fed)

Den här artikeln är helt eller delvis baserad på material från engelskspråkiga Wikipedia, International trade, 6 juni 2025.